# Ur-Dul-Kuga
Ur-Dul-kuga, ca. 1767-1764 a. C. (cronología corta) o ca. 1830-1828 a. C. (cronología media), fue el decimotercer rey de la 1ª dinastía de Isin, reinando durante cuatro años, según la Lista Real Sumeria, o tres años, según la Lista del rey Ur-Isin Fue el tercero en una secuencia de monarcas de reinados cortos, cuya filiación es desconocida, y cuyo poder se extendía sobre una pequeña región, que comprendía poco más que la ciudad de Isin y su vecina Nippur. Fue, probablemente, contemporáneo de Warad-Sîn de Larsa y de Apil-Sîn de Babilonia.